# Archivio di Stato di Napoli
L'Archivio di Stato di Napoli, con i suoi oltre 50.000 metri lineari di scaffalature, è di fondamentale importanza per la storia dell'Italia Meridionale dal X secolo in poi.
L'Archivio è ospitato nei chiostri della chiesa dei Santi Severino e Sossio.

## Storia

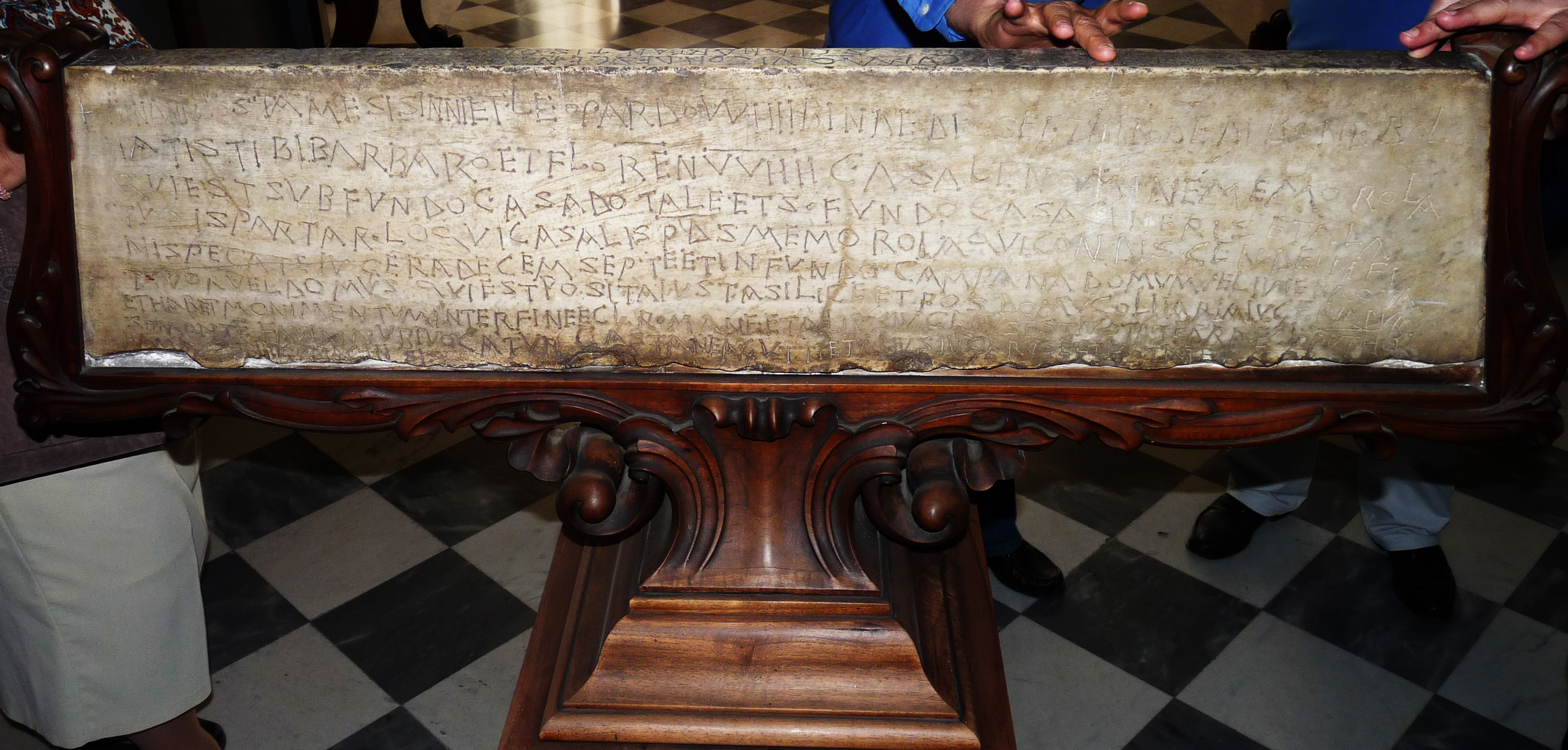
Carta lapidaria

L'Archivio di Stato nacque nel periodo napoleonico, il 22 dicembre 1808, per concentrare in un sol luogo gli antichi archivi del regno ("Archivio Generale del Regno"). Con la restaurazione, l'istituzione mutò il nome in "Grande Archivio del Regno" e fu stabilito di conservare anche le carte delle amministrazioni vigenti dopo autorizzazione del relativo ministero titolare. Primi direttori ne furono Michele de Dominicis, (dal 1808 al 1820), Giuseppe Ceva Grimaldi Pisanelli di Pietracatella (fino al 1826), Antonio Spinelli di Scalea (fino al 1847) e Angelo Granito di Belmonte fino al 1860; dopo l'Unità d'Italia vi furono raccolti anche i documenti provenienti dalla Consulta di Stato e della Gran Corte dei Conti del Regno delle Due Sicilie.
In continuità con il lavoro critico iniziato da Camillo Minieri Riccio nel 1874, l'archivio napoletano, sotto la direzione di Bartolommeo Capasso, dal 1882 al 1900, poté beneficiare di un rigoroso ammodernamento e, in particolare, di un «magistrale riordinamento della Cancelleria angioina», che tuttavia fu precorso, ad insaputa dello stesso Capasso, dal riordino dei volumi angioini e di altre carte, ad opera di Annibale Mastrogiudice, archivario dell'Archivio della Regia Zecca di Napoli per circa un quarantennio nel Cinquecento.
Non essendo più l'archivio di uno Stato sovrano, dall'Unità d'Italia riceve documenti anche da enti locali; soprattutto ai primi del Novecento, per problemi di spazio sono stati eliminati documenti giudicati a quel tempo di minore importanza.

### I danni della seconda guerra mondiale

Riccardo Filangieri di Candida, soprintendente dal 1934 al 1956

Perdite più gravi avvennero durante la seconda guerra mondiale: sulla sede centrale, vicina al porto, caddero bombe e spezzoni incendiari e, in seguito all'esplosione di una nave di munizioni, perfino lamiere infocate, che provocarono l'incendio e la totale distruzione dei depositi dell'ultimo piano di un'ala del fabbricato. Il bombardamento del 4 agosto 1943 semidistrusse l'edificio di Pizzofalcone e travolse nella rovina tutte le scritture. L'ultimo e più grave disastro si verificò nel deposito di sicurezza di villa Montesano nel Nolano, presso San Paolo Belsito, dove erano state trasportate le serie più preziose, quando non si supponeva che la guerra si sarebbe spostata sul territorio nazionale: nel settembre 1943 le truppe tedesche in ritirata vi appiccarono il fuoco per rappresaglia, su ordine del comando della Wehrmacht, ben consapevole dell'immenso valore del suo prezioso contenuto.
Sia pure nell'ambito dello sconcerto per la tragedia in cui versava il paese, l'evento ebbe un grande rilievo mediatico: il 2 gennaio 1944 ne diede conferma in tutt'Italia la trasmissione pomeridiana di Radio Londra, ma già sul suo diario del 14 ottobre 1943 Benedetto Croce ne commentava la gravità.
Il totale delle perdite non è stato mai completamente inventariato, ma una ricognizione approssimativa fu compiuta nel Rapporto finale sugli Archivi della commissione alleata e nella Guida redatta dallo stesso Archivio. Per essa, risultano perduti negli incendi tutti i 378 volumi in pergamena contenenti i Registri delle Cancellerie angioina e aragonese (che coprivano un vastissimo intervallo temporale, dal 1265 al 1505), l'unico registro superstite (aa. 1239-1240) della cancelleria imperiale di Federico II, gran parte dei processi indicizzati della Regia Camera della Sommaria (tranne 5 volumi, relativi a 39 processi; si conservano inoltre alcune decine di migliaia di fascicoli processuali non ordinati), i registri del periodo vicereale attinenti al Consiglio collaterale (i processi penali sono andati tutti distrutti, ad eccezione del fascicolo relativo agli anni 1588- 1590), parte del fondo contenente gli atti della Segreteria dei viceré (1555-1734), il fondo della Cappellania maggiore (sec. XV-1808), l'Archivio riservato di Casa reale borbonica (1794-1823), l'Archivio amministrativo della medesima Casa reale (1712-1830), i fondi attinenti vari ministeri del Regno (a partire dalla Segreteria di Stato (1728-1807) compresa la Segreteria particolare del re (protocolli del Consiglio di Stato, 1821-1861), l'intero incartamento dei processi politici dell'Ottocento borbonico.
Soltanto undici faldoni furono fortunosamente sottratti alle fiamme.

### Ricostruzione della cancelleria angioina

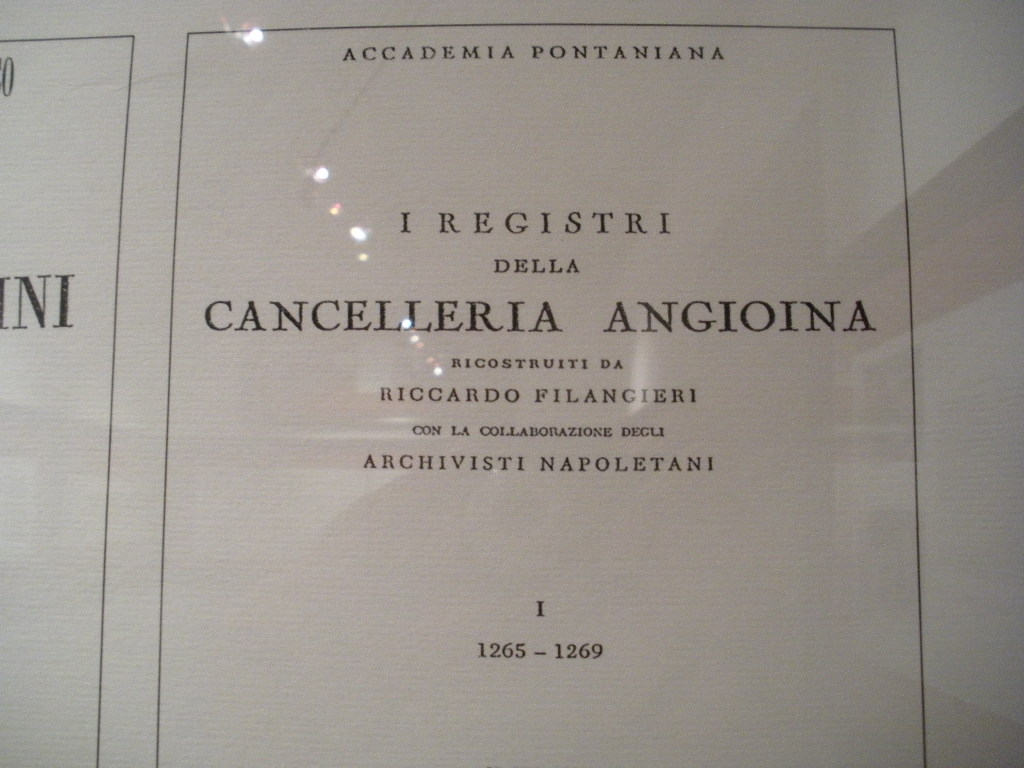
Il primo volume de I registri della cancelleria angioina ricostruiti da Riccardo Filangieri con la collaborazione degli archivisti napoletani editi dall'Accademia Pontaniana

Riccardo Filangieri, prima Soprintendente per le Province Napoletane dal 1940 al 1952 e poi Direttore dell'Archivio di Stato di Napoli, dedicò tutta la parte finale della sua vita a ricostruire - da varie fonti, sia pur incomplete e spesso di mera indicizzazione - i contenuti dell'immenso patrimonio perduto (in termini di storia diplomatica del Regno delle due Sicilie, di archivistica della proprietà privata delle grandi famiglie feudatarie del Regno di Napoli, di pronunciamenti giurisdizionali pre-unitari riguardanti tutta l'Italia meridionale), curando i primi volumi della raccolta dei Registri della cancelleria angioina edita dall'Accademia Pontaniana.

## Servizi e attività
L'archivio dispone di servizi di ricerca e consultazione in presenza e online, fotoriproduzione, nonché le scuole di formazione di paleografia, diplomatica e archivistica, riconosciute come corsi post-lauream dal decreto 1 ottobre 2021, n. 241.
Alcuni spazi della sede principale sono anche concessi per eventi ed attività esterne.

## Sede

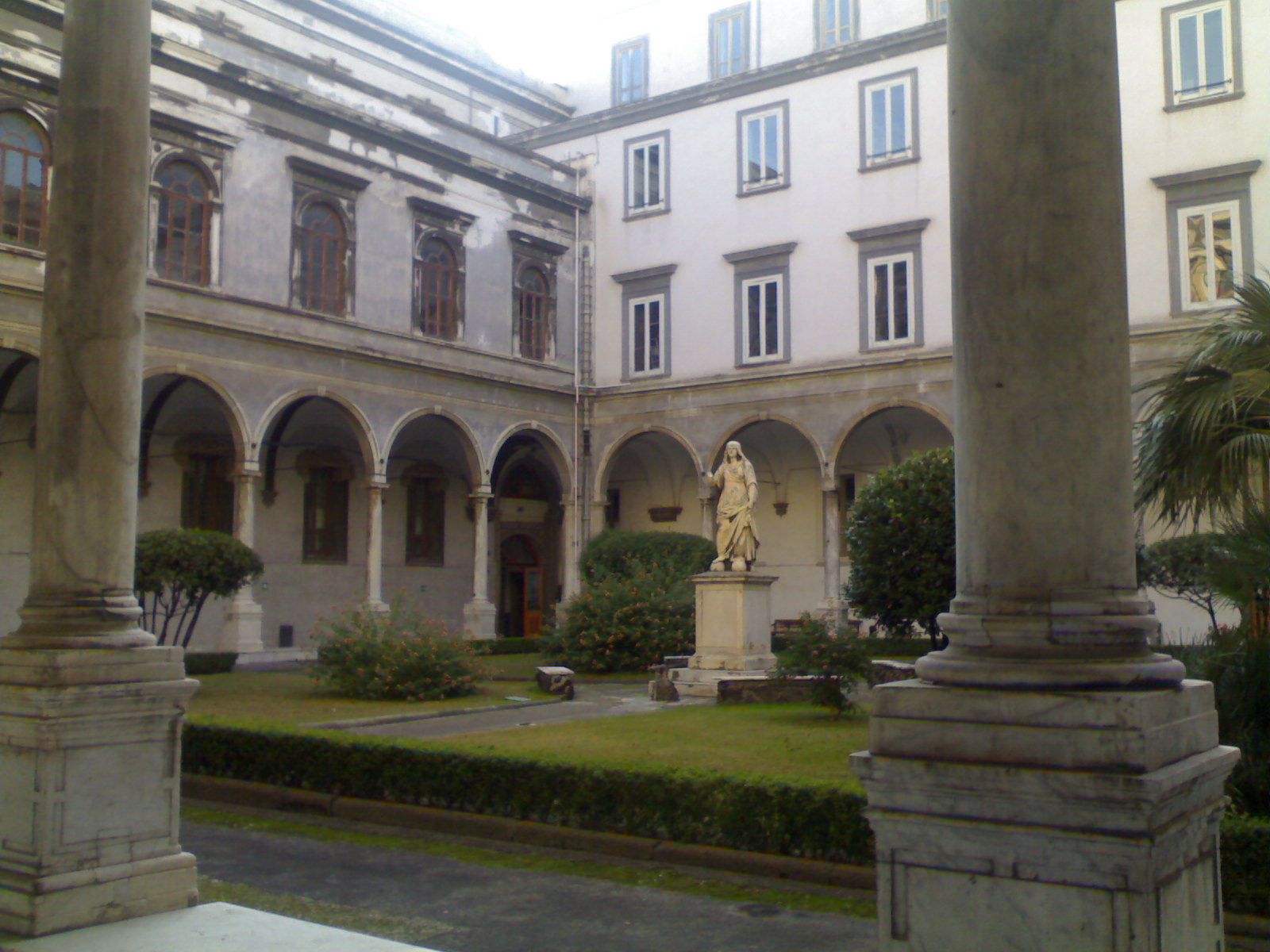
Chiostro dei Marmi

Con ingresso da via Grande Archivio, ha sede nel monastero dei SS. Severino e Sossio, in cui vi sono quattro chiostri del XVI e XVII secolo: il Primo Atrio, che corrisponde all'ingresso originario; l'Atrio del Platano (il cui nome proviene dal platano che, secondo la leggenda, vi fu piantato da San Benedetto), sui cui lati furono affrescate le storie di San Benedetto ad opera di Antonio Solario entro il primo decennio del Cinquecento; l'Atrio Capasso, dedicato a Bartolomeo Capasso, illustre studioso napoletano che fu Soprintendente dell'Archivio dal 1882 al 1900; l'Atrio dei Marmi, dal quale si accede alla sala del Capitolo dei monaci e all'enorme Refettorio, in cui vi sono affreschi di Belisario Corenzio.
Al suo interno è attiva la Scuola di Archivistica, Paleografia e Diplomatica, che assolve al compito di formare le competenze specialistiche per la gestione archivistica, attraverso corsi di durata biennale. 
La Biblioteca dell'Archivio è costituita da manoscritti, libri antichi e moderni, opuscoli e periodici; talvolta i fondi sono legati agli archivi di cui erano parte. Il fondo è costituito da circa 30.000 volumi; di cui 28.000 opuscoli dal XIV secolo, 320 manoscritti, 501 periodici. La Biblioteca è collegata alla rete SBN (Servizio Bibliotecario Nazionale) e partecipa al Polo della Biblioteca Nazionale di Napoli, con collegamento all’Indice generale dell’Istituto Centrale per il Catalogo Unico delle biblioteche e per le informazioni bibliografiche.
L'Archivio di Stato di Napoli possiede un museo che conserva, tra l'altro, dodici delle ventuno bandiere tricolori requisite dal generale borbonico Carlo Filangieri ai patrioti siciliani di Caltagirone, Catania, Leonforte e Siracusa durante la rivoluzione siciliana del 1848. In origine erano ventuno e si trovavano a Gaeta all'interno del santuario della Santissima Trinità, dove vennero esposti come trofeo. Vennero recuperate nel febbraio 1861, dopo l'assedio di Gaeta, ultimo baluardo fortificato del Regno delle Due Sicilie prima della capitolazione e la fine del Reame, da Vittorio Emanuele II di Savoia.
Nel 1997 dal 15 al 27 dicembre, furono rilevati e disegnati in scala 1/1 dall'architetto Atanasio Pizzi, i prospetti su Via del Grande Archivio e su Via Bartolomeo Capasso.